# Quetiapine
Quetiapine, được bán dưới tên thương mại Seroquel và các nhãn khác, là một thuốc chống loạn thần không điển hình được sử dụng để điều trị tâm thần phân liệt, rối loạn lưỡng cực và rối loạn trầm cảm chính. Mặc dù được sử dụng rộng rãi như một chất hỗ trợ giấc ngủ do tác dụng an thần của nó, nhưng lợi ích của việc sử dụng này dường như không vượt trội hơn các tác dụng phụ. Nó được uống bằng miệng.
Các tác dụng phụ thường gặp bao gồm buồn ngủ, táo bón, tăng cân và khô miệng. Các tác dụng phụ khác bao gồm huyết áp thấp khi đứng, co giật, cương cứng kéo dài, đường huyết cao, rối loạn vận động muộn và hội chứng ác tính thần kinh.  Ở người già bị chứng mất trí, việc sử dụng nó làm tăng nguy cơ tử vong.  Sử dụng trong ba tháng thứ ba của thai kỳ có thể dẫn đến rối loạn vận động ở em bé trong một thời gian sau khi sinh.  Quetiapine được cho là hoạt động bằng cách ngăn chặn một số thụ thể bao gồm serotonin và dopamine.
Quetiapine được phát triển vào năm 1985 và được chấp thuận cho sử dụng y tế tại Hoa Kỳ vào năm 1997. Nó có sẵn như là một loại thuốc gốc.  Tại Hoa Kỳ, chi phí bán buôn là khoảng 12 đô la Mỹ mỗi tháng tính đến năm 2017. Tại Vương quốc Anh, nguồn cung cấp thuốc một tháng khiến NHS mất khoảng 60 bảng vào năm 2017. Năm 2016, đây là loại thuốc được kê đơn nhiều thứ 86 tại Hoa Kỳ, với hơn 8 triệu đơn thuốc.

## Sử dụng trong y tế

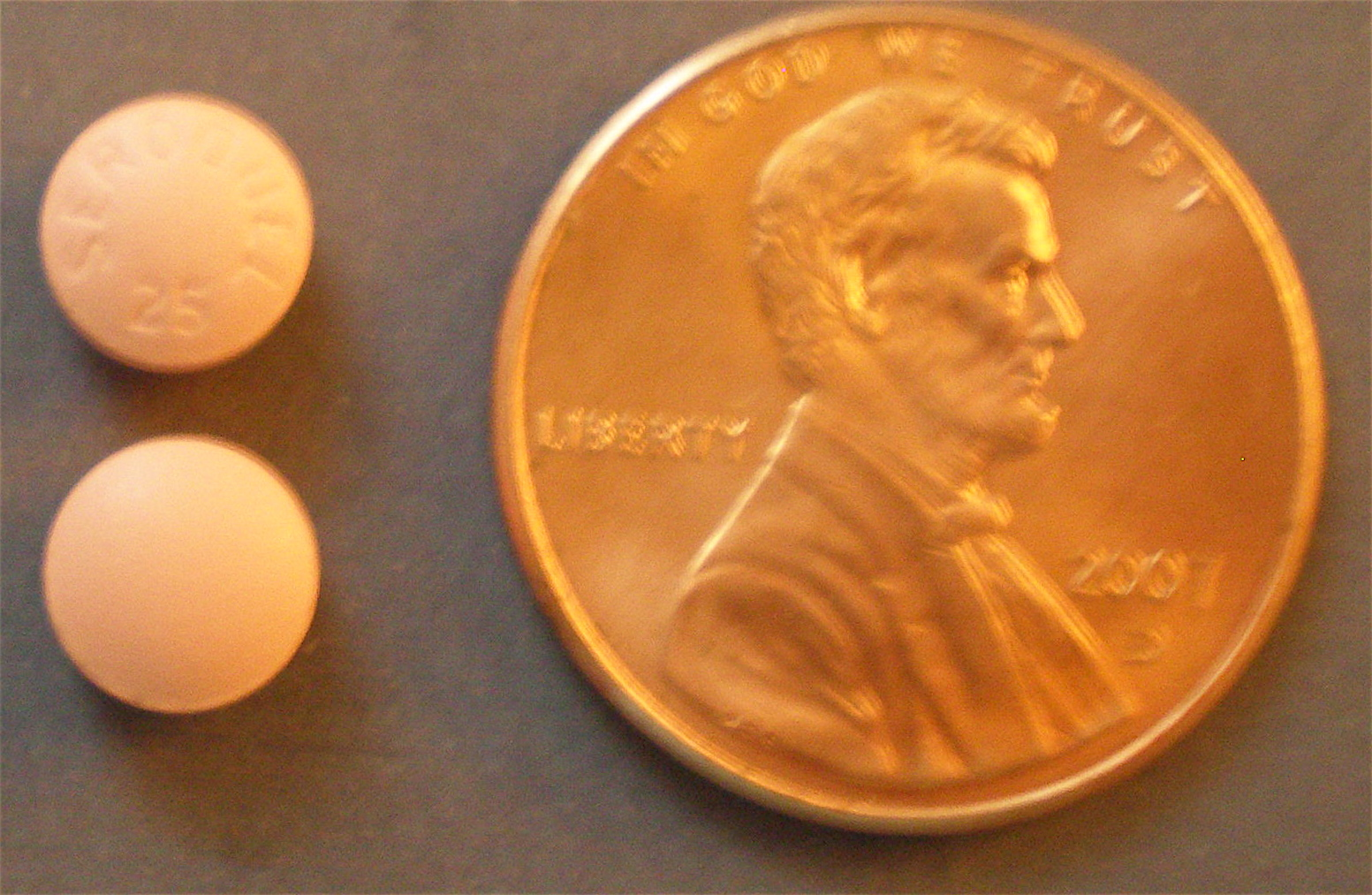
Quetiapine (Seroquel) 25 mg, bên cạnh đồng xu Mỹ để so sánh.

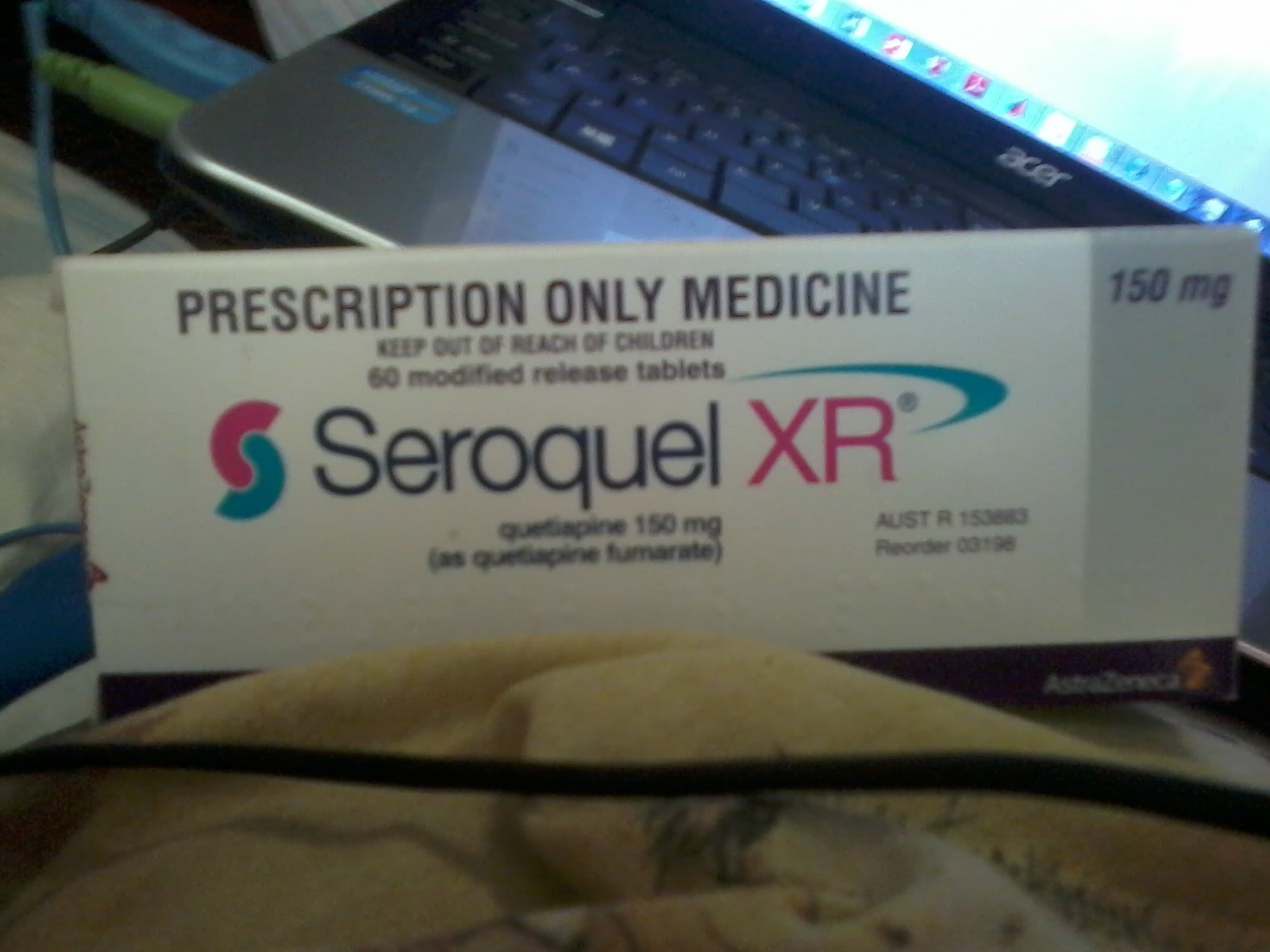
Hộp thuốc viên Seroquel XR 150 mg

Quetiapine chủ yếu được sử dụng để điều trị tâm thần phân liệt hoặc rối loạn lưỡng cực. Quitapine điều trị được cả triệu chứng tích cực và tiêu cực của tâm thần phân liệt.